# Odontodrassus
Odontodrassus Jézéquel, 1965 è un genere di ragni appartenente alla famiglia Gnaphosidae.

## Distribuzione
Le 8 specie note di questo genere sono state reperite in Asia e Africa: la specie dall'areale più vasto è la O. aphanes reperita in varie località fra la Birmania ed il Giappone, sulle isole Seychelles, in Nuova Caledonia e nell'isola di Giamaica.

## Tassonomia
Le caratteristiche di questo genere sono state descritte dallo studio degli esemplari di Odontodrassus nigritibialis Jézéquel, 1965, effettuato dall'aracnologo Brignoli in un suo lavoro (1983c).
Non sono stati esaminati esemplari di questo genere dal 2013.
Attualmente, a novembre 2015, si compone di 8 specie:
- Odontodrassus aphanes (Thorell, 1897) — dalla Birmania al Giappone, isole Seychelles, Nuova Caledonia, Giamaica
- Odontodrassus aravaensis Levy, 1999 — Israele
- Odontodrassus bicolor Jézéquel, 1965 — Costa d'Avorio
- Odontodrassus hondoensis (Saito, 1939) — Russia, Cina, Corea, Giappone
- Odontodrassus mundulus (O. P.-Cambridge, 1872) — dalla Tunisia a Israele, Karakorum
- Odontodrassus muralis Deeleman-Reinhold, 2001 — Thailandia, Cina, Sulawesi, Lombok (Indonesia)
- Odontodrassus nigritibialis Jézéquel, 1965[2] — Costa d'Avorio
- Odontodrassus yunnanensis (Schenkel, 1963) — Cina

### Sinonimi
- Odontodrassus ciusi (Berland, 1924); trasferita dal genere Drassodes e posta in sinonimia con O. aphanes (Thorell, 1897) a seguito di un lavoro di Platnick (1981b), quando gli esemplari avevano la denominazione di O. javanus[1].
- Odontodrassus javanus (Kulczyński, 1911); posta in sinonimia con O. aphanes (Thorell, 1897) a seguito di un lavoro dell'aracnologa Deeleman-Reinhold del 2001.
- Odontodrassus monodi (Fage, 1929); trasferita dal genere Poecilochroa e posta in sinonimia con O. mundulus (O. Pickard-Cambridge, 1872) a seguito di uno studio dell'aracnologo Levy (1999d).
- Odontodrassus pulumipes (Xu, 1991); trasferita dal genere Drassyllus e posta in sinonimia con O. hondoensis (Saito, 1939) a seguito di un lavoro degli aracnologi Song, Zhu & Zhang del 2004.